# Popielidzi
Popielidzi – spotykane głównie w literaturze popularnonaukowej określenie rzekomej dynastii, panującej przed Piastami. Jej ostatnim władcą miał być Popiel, zgodnie z relacją Galla Anonima pozbawiony władzy przez wiec.

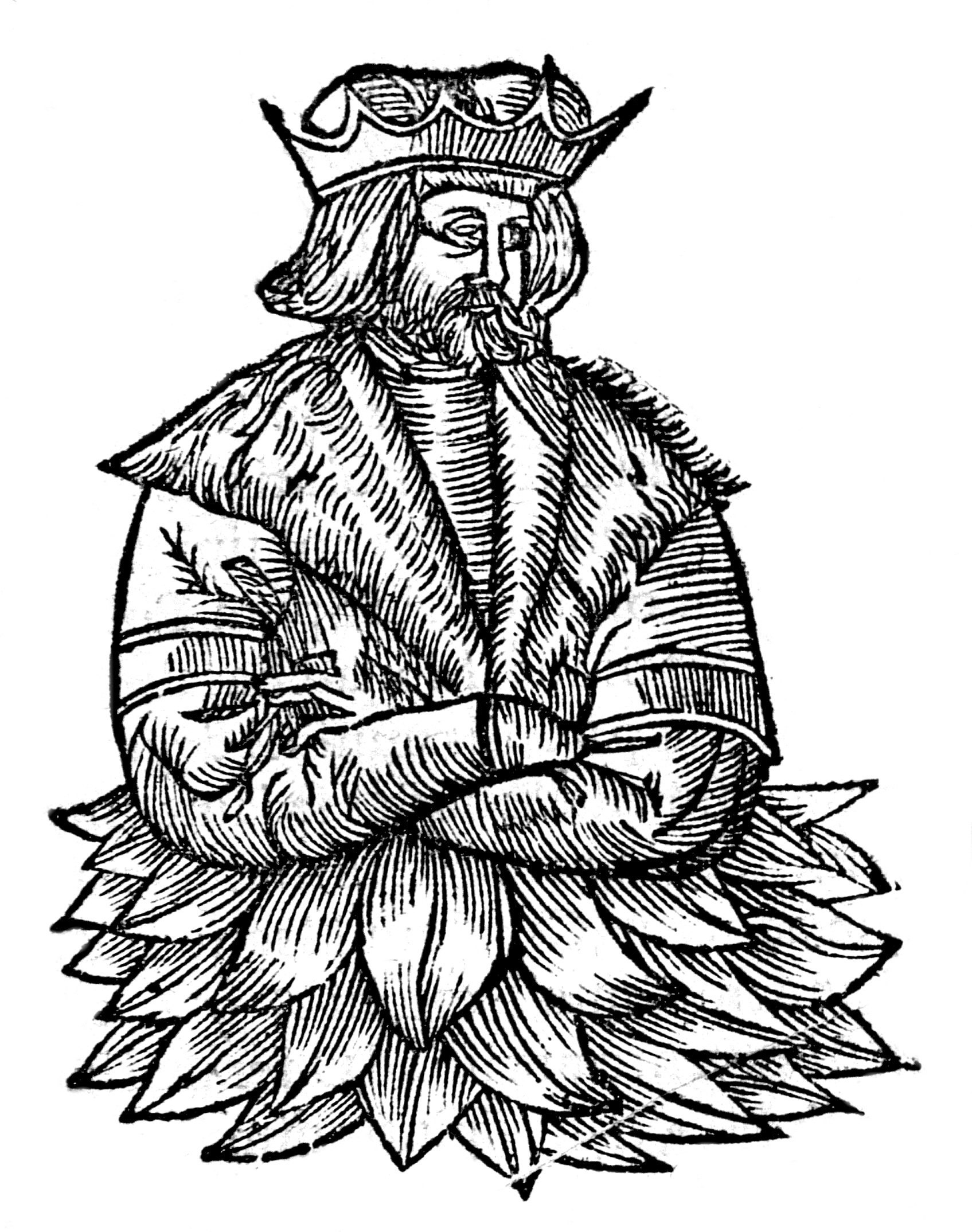
Leszko II

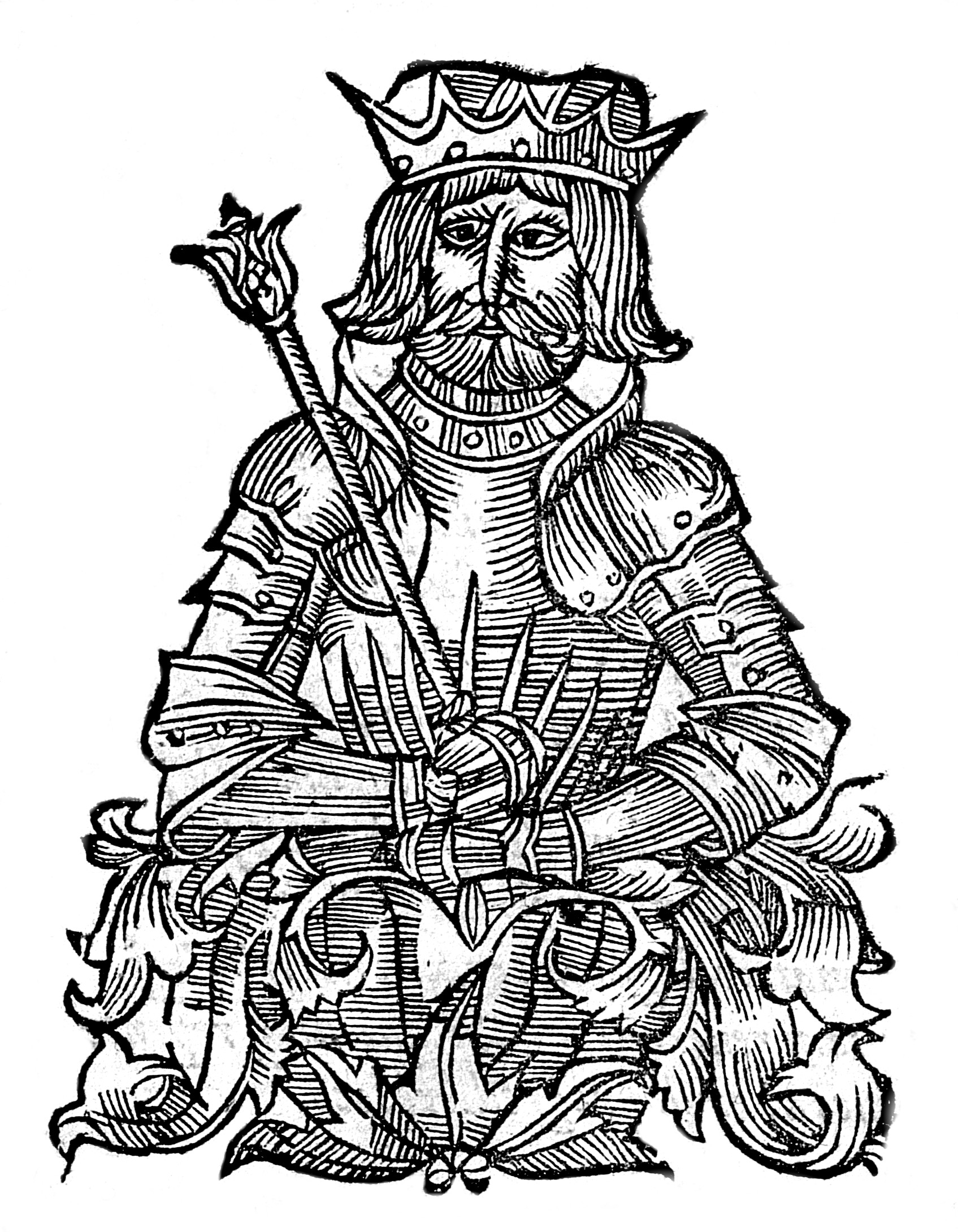
Leszko III

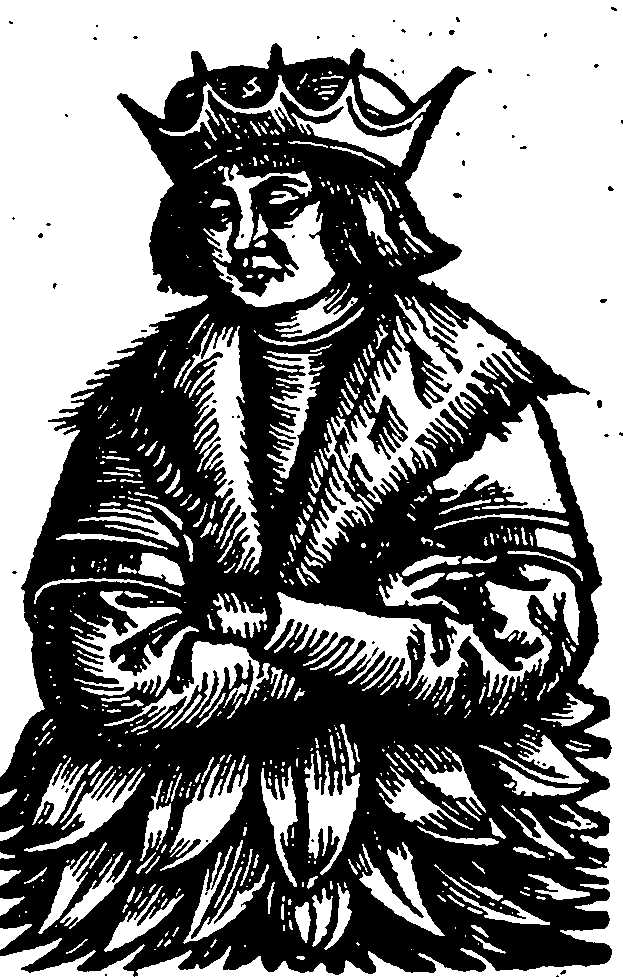
Popiel I

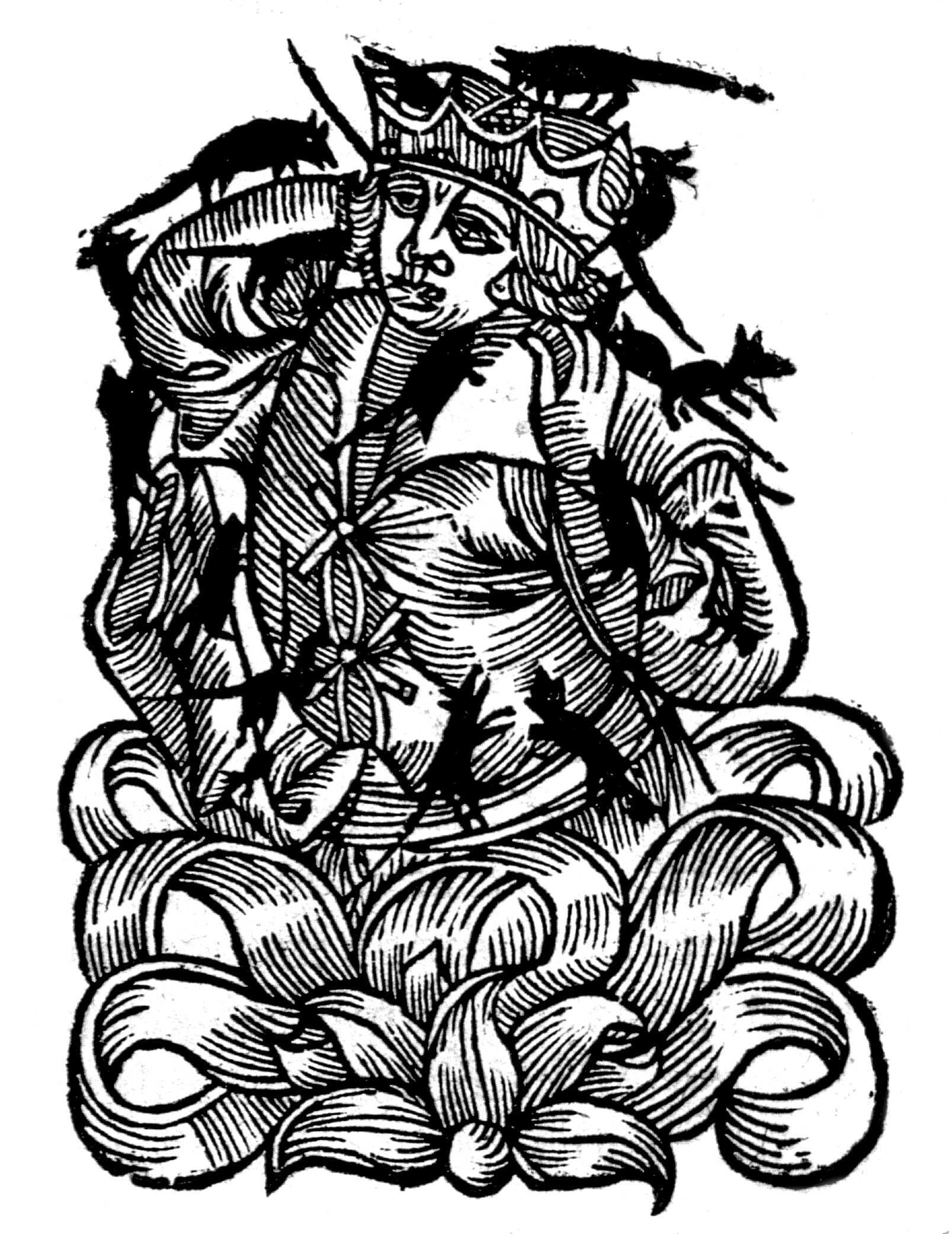
Popiel II

## Historyczność
O ile historyczność trzech poprzedników Mieszka I (Siemowita, Lestka, Siemomysła) zdaje się być obecnie akceptowana przez większość badaczy, o tyle postacie Popiela oraz Piasta budzą szerszą dyskusję.
Zasadniczo z polskich kronik jedynie dzieło Anonima zwanego Gallem uchodzi za wiarygodne w odniesieniu do czasów sprzed panowania Mieszka I, choć i jego relacja spotyka się z opozycją części badaczy. Gall wymienia tylko jednego księcia panującego przed Piastami – Popiela.
Pozostali przedstawiciele dynastii „Popielidów” znani są z kronik Wincentego Kadłubka oraz Jana Długosza, które nauka zasadniczo odrzuca jako źródła do dziejów przedpiastowskich. Niektórzy badacze w relacji Kadłubka starają się doszukiwać reminiscencji rzeczywistych wydarzeń historycznych.

## Przedstawiciele
Za pierwszego władcę tej dynastii uważany jest Leszko II, opisany przez Wincentego Kadłubka oraz Jana Długosza. Jego synem i następcą był Leszko III, zaś z kolei synem Leszka III – Popiel I. Ostatnim władcą z rodu miał być Popiel II, syn Popiela I.
Oprócz Popiela I Leszko III miał mieć 20 nieślubnych synów.

## Nazwa
Wszystkich legendarnych przedpiastowskich władców osiemnastowieczny autor Benedykt Chmielowski w Nowych Atenach zalicza do „Pierwszej Classis Monarchów Polskich”.
Historyk Feliks Koneczny określa dynastię, z której wywodził się Popiel, mianem rodu Popielów.

## W literaturze
Józef Ignacy Kraszewski w Starej baśni dynastię, z której wywodził się Popiel (powieściowy Chwostek), określa mianem „Leszkowie”.